# Teotihuacán (município)
Teotihuacán é um município do estado do México, no México. A sua cabecera municipal e sede do governo é Teotihuacán de Arista. Antigamente foi um centro urbano da Mesoamérica localizado no Vale do México, e que hoje é conhecido o municipío pelas pirâmides de Teotihuacan, arquitetonicamente significativas e que são declaradas como Herença da Humanidade.

## Geografia
A localização do município é o nordeste do Estado do México, está localizado no extremo coordenadas geográficas de Greenwich de latitude norte 19 º 56 «23" mínimo , 19 º 38 «28" máximo de longitude oeste, 98 º 56 '30 "mínimo, 99 ° 48« 35 "máximo.
Teotihuacan como zona orográfica inclui a passagem do Vale do México, a altitude máxima de 2200 metros acima do nível do mar e uma altitude máxima localizada 2.800 metros acima do nível do mar.
O territorio municipal é delimitado ao norte como Temascalapa ea noroeste com Axapusco, a sul Acolman y Tepetlaoxtoc, ao leste com Tecámac e oeste com San Martín de las Pirámides. Sua sede ou cabeça municipal é Teotihuacán de Arista, o município tem 53 010 habitantes.

## Demografia
| Localidade                 | Povoação |
| Total Município            | 53 010   |
| Teotihuacán de Arista      | 23 325   |
| San Lorenzo Tlalmimilolpan | 5 386    |
| San Sebastián Xolalpa      | 5 383    |
| Atlatongo                  | 4 913    |
| San Francisco Mazapa       | 3 365    |
| Santiago Zacualuca         | 2 546    |
| Palomar Atlatongo          | 2 233    |
| Purificación               | 588      |
| Puxtla                     | 145      |
| Cozotlan                   | 511      |

## Governo e administração
A cabecera municipal ou a capital do município é a povoação de Teotihuacán de Arista, lugar onde governa a autoridade mais importante do município que es apresentado por o Ajuntamento.
| Prefeito                     | Periodo   |
| ---------------------------- | --------- |
| Humberto Peña Galicia        | 2000-2003 |
| Guillermo Rodríguez Cespedes | 2003-2006 |
| Adriana Reyes Castañeda      | 2006-2009 |
| Alvaro Sánchez Mendoza       | 2009-2012 |
| Lucio Rene Monterubio López  | 2012-2015 |
| Arturo Cantú Nieves          | 2015-2018 |